# Bibliothèque de Pasila
La Bibliothèque de Pasila (finnois : Pasilan kirjasto) ou Bibliothèque principale d'Helsinki (finnois : Helsingin pääkirjasto) est une bibliothèque située dans le quartier d'Itä-Pasila à  Helsinki en Finlande.

## Description

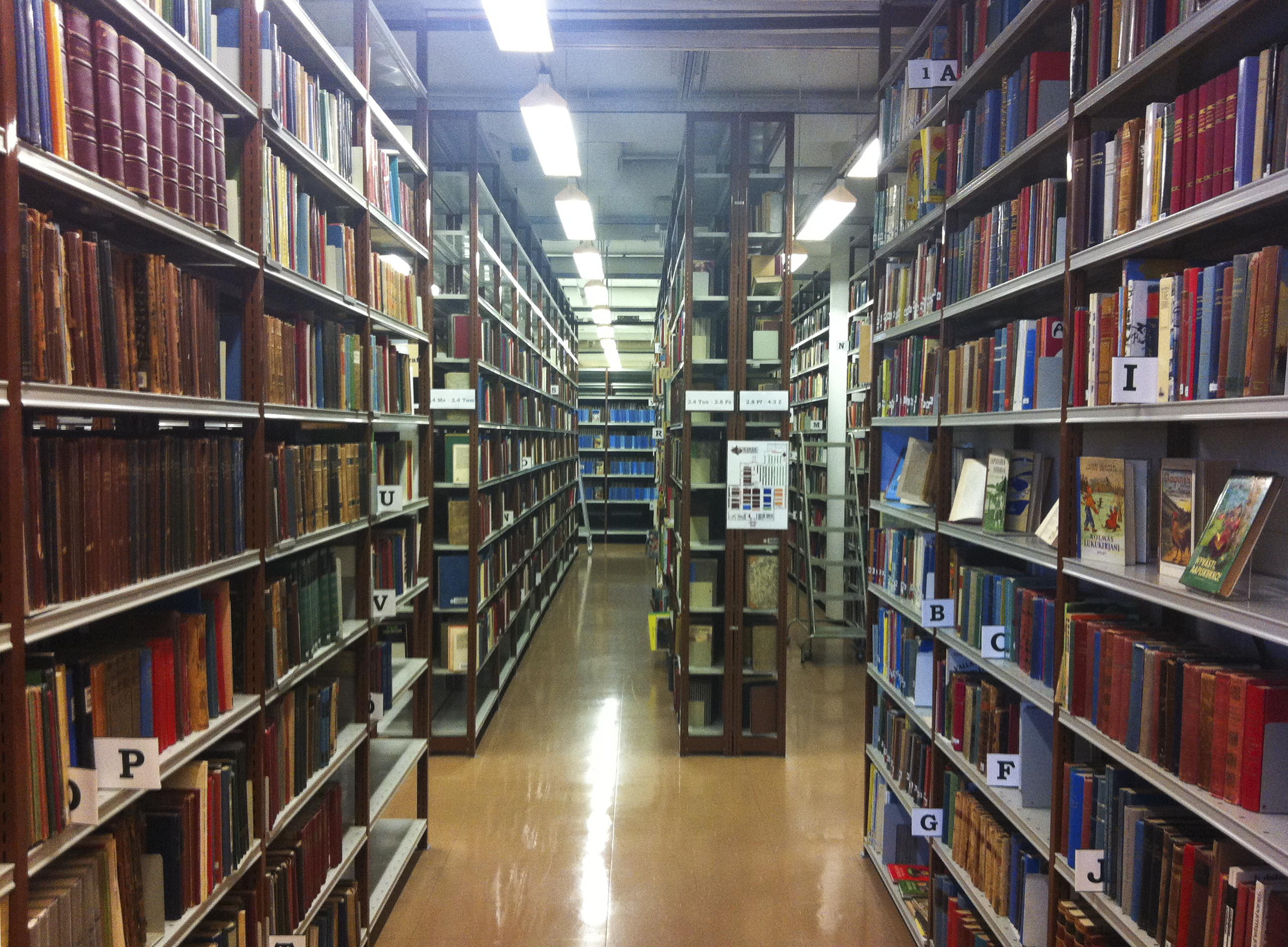
Rayons de la bibliothèque.

Conçue par Kaarlo Leppänen elle est construite en 1986.
Elle est devenue la bibliothèque principale de la Bibliothèque municipale d'Helsinki à la place de la bibliothèque de la rue Rikhardinkatu.